# Skarmaden
Skarmaden eller Norrskogsgölen är en sjö i Jönköpings kommun i Småland och ingår i Motala ströms huvudavrinningsområde. Sjöns area är 0,038 kvadratkilometer och den befinner sig 218 meter över havet. Skarmaden är i huvudsak en källvattensjö. Den ligger öster om Tacklasbergen och Tabergs naturreservat i tätorten Taberg.